# اوانگلیا پلاتانیوتی
اوانگلیا پلاتانیوتی (یونانی: Ευαγγελία Πλατανιώτη؛ زادهٔ ۹ اوت ۱۹۹۴) شناگر زن شنای موزون اهل یونان است.
وی در مسابقات کشوری و بین‌المللی در مجموع برندهٔ ۱ مدال نقره، ۴ مدال برنز شده‌است.